# Пентаграмматон

Написание имени на иврите

Пентаграмматон, или «Йашуа» (ивр. יהשוה‎, англ. Yahshuah) — форма еврейского имени Иисус, полученная путём мистических рассуждений в разные периоды истории, которая, однако, отрицается большей частью лингвистов и библеистов, изучающих древние языки.
Ключевая идея содержится в «каркасе» из согласных       יהשוה англ. Y-H-Sh-W-H, который может быть дополнен гласными разными способами. 
Также англ. W может быть заменено на англ. U, потому что буква англ. waw (ивр. ו‎) обозначает как согласный звук лат. w, который позже стал произноситься как лат. v, так и длинный гласный лат. u (см. матрес лекционис).

## Оккультизм эпохи Возрождения

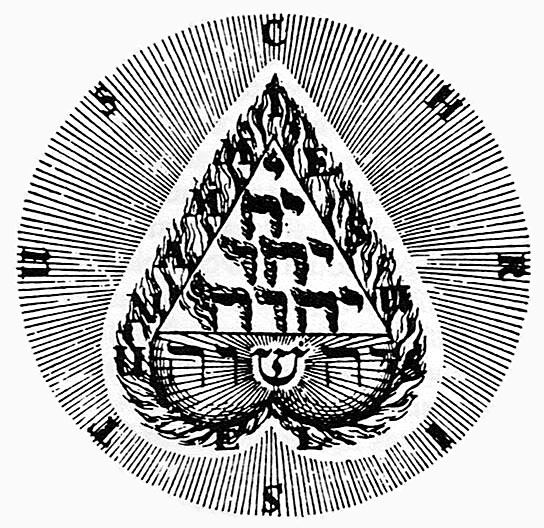
Символ начала XVII века, созданный Якобом Беме, которого Сен-Мартен почитал в качестве «наставника» и «друга», с именем Иисуса и способом произведения Пентаграмматона от Тетраграмматона

Первыми, кто начал записывать имя Иисуса как Йашуа, были оккультисты Эпохи Ренессанса (Пико делла Мирандола и др.). Во второй половине XVI века, когда знание библейского иврита впервые начало распространяться среди значительного количества христиан, в некоторых эзотерически настроенных оккультных кругах появилась идея получения еврейского имени Иисус" "путём добавления еврейской буквы лат. shin — ивр. ש‎ в середину Тетраграмматона, Божественного имени лат. yod-he-waw-he — ивр. יהוה‎, получая таким образом лат. yod-he-shin-waw-he — ивр. יהשוה‎.
Это имя было транслитерировано на латинский язык как лат. JHSVH, или лат. IHSVH, или лат. IHSUH (потому как в латинском не было буквы лат. W и звука лат. sh / [š], а литеры «лат. I» и «лат. J» не различались чётко, так же как «лат. V» и «лат. U»). Эта транскрипция могла дополняться разными гласными при произношении. Эти первые три буквы этой транскрипции совпадают с древней монограммой имени Иисуса лат. IHS/JHS (от греческого йота-эта-сигма), и данное наблюдение давало пищу для дополнительных мистических размышлений и спекуляций оккультистам.
В оккультных трудах эпохи ренессанса этот «Пентаграмматон» (или "Пятибуквенное Божественное имя") часто окружает мистическую пентаграмму, где каждая из пяти еврейских букв ивр. י ה ש ו ה‎ располагается напротив одного из лучей (буква лат. shin — ивр. ש‎ всегда располагается около направленного вверх луча). Один из наиболее ранних достоверных примеров этой схемы представлен в Calendarium Naturale Magicum Perpetuum, «Магическом календаре», опубликованном в 1620 году, но датируемом 1582 годом.
Идея такового истолкования имени Иисуса и еврейского священного имени Тетраграмматона являлась центральной в учении Розенкрейцеров, и как следствие, оказала большое влияние на доктрину Мартинизма, изложенную Домом Мартинесом де Паскуалли в его Трактате о реинтеграции. Дом Мартинес являлся основателем Ордена Рыцарей-Масонов, Избранных Коэнов Вселенной, центральной частью учения которого было учение о том, что имя Иисус является истинным словом, которое утратили франкмасоны. Также оно является Пентаграмматоном — святым именем, или формулой, которая использовалась всеми древними посвящёнными начиная с апостольских времён. Если записать имя «Иисус» согласно каббалистическим методам, распространённым в мистических кругах Эпохи Возрождения, то получится пять букв «יהשוה». Идея заключается в том, чтобы получить имя Иисуса путём добавления еврейской буквы shin ש в середину Тетраграмматона, божественного имени yod-he-waw-he (יהוה), получая таким образом yod-he-shin-waw-he (יהשוה). Дом Мартинес учил, что «во времени» имя Иешуа (Иисус) соответствует вневременному непроизносимому имени Яхве (יהוה).

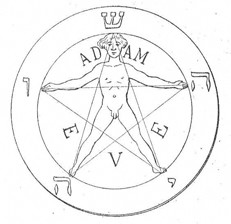
Оккультный пантакль с Пентаграммой, в которую вписаны пять букв «Пентаграмматона»; создание версии пантакля приписывается Генриху Корнелиусу Агриппе.

В современный оккультизм идея пентаграмматона была внесена  девятнадцатом веке  Элифасом Леви, французским Мартинистом, магом, масоном, и писателем XIX века, и развита доктором Жераром Анкоссом Папюсом, одним из наиболее ярких магов, мартинистов и масонов конца XIX-го, начала XX века. Именно Папюс возродил Орден Мартинистов.
Также идея Пентаграмматона была основополагающей в Ордене Золотой Зари, влиятельном обществе конца XIX века. В Золотой Заре транскрипция согласных записывалась как лат. IHShVH или лат. YHShVH и произносилась как «Иехешуа», или «Иешуа». Учение о Пентаграмматоне в «Золотой Заре» являлось наиболее тайным, «внутренним» учением, оно не излагалось членам Ордена до момента их перехода к посвящению в степени «внутреннего», или «второго» Ордена, именовавшегося «Rosae Rubeae et Aurae Crucis» (Рубиновой Розы и Золотого Креста) и являвшегося в представлении членов Ордена Розенкрейцерским Братством.

## Современные течения «Божественного Имени»
Некоторые современные религиозные группы считают, что наиболее корректная еврейская форма имени Иисуса должна основываться на способе записи англ. yod-he-shin-waw-`ayin — ивр. יהשוע‎ (что очевидно является перестановкой букв еврейской записи имени англ. yod-he-waw-shin-`ayin — ивр. יהושע‎, тесно связанного с еврейской формой имени Иисуса и произносимого как [yěhōšūǎ`], что обычно транслитерируется в англоязычном пространстве как англ. "Joshua"). Эта последовательность букв иврита англ. yod-he-shin-waw-`ayin может транскрибироваться по-разному: Yahshua, Yahoshua и т. д.
Когда к этим транскрипциям добавляется финальная «h» (например, Yahshuah, Yahoshuah и т. д.), или же когда используются транскрипции согласных YHSWH или YHShWH (обе весьма подобны старой транскрипции JHSVH, отличия возникли из-за того, что в английском и в латыни используются разные варианты латинского алфавита), становится довольно ясно, что существует путаница между именем Иисус и Тетраграмматоном (как под влиянием древнего оккультного «Пентаграмматона», так и независимо от него). Транскрипция согласных YHShVH используется и оккультистами, и различными сторонниками религиозных течений, связанных с Божественным Именем.

## Исторический взгляд
Иисус — современная церковнославянская транслитерация греческой формы Ιησούς еврейского имени ישוע (Иешу́а), в свою очередь являющегося усечением имени יהושע (Йехошу́а) («Господь есть Спасение»).
В ранних еврейских или арамейских источниках имя «Иисус»/«Иешуа» записывалось как англ. yod-shin-waw-`ayin ивр. ישוע‎, «Иешуа» (или же родственная, более длинная форма этого же имени, англ. yod-he-waw-shin-`ayin — ивр. יהושע‎, «Йошуа». Стоит заметить, что буква `ayin ивр. ע‎ в древнем иврите и арамейском произносилась как звонкий фарингальный согласный, и потому, по предположению некоторых критически настроенных исследователей, не могла быть перепутана с буквой he ивр. ה‎, которая передаёт звук [h], или же не произносится вообще.
Йехошуа/Йешуа — одно из самых распространённых еврейских имён того периода. Оно давалось в основном в память об ученике Моисея и завоевателе Земли Израильской Йехошу́а бин Нун (ок. XV—XIV вв. до н. э.), который в синодальном переводе Библии на русский язык также назван Иисусом — Иисус Навин.
Христос — эпитет и титул, указывающий на характер миссии Иисуса с точки зрения христианства.
Греческое слово Χριστός есть перевод ивритского משׁיח (Маши́ах) и арамейского משיחא (Меши́ха) и означает «помазанник» (мессия).
Эпитет «помазанник» (משיח, «машиах») употреблялся в древнем Израиле по отношению к царям и священникам.
Поставление царей на трон и священников на служение совершалось в Израиле через торжественное помазание елеем.
Изначально «помазанными» называли священников, а после установления монархии в Израиле слово «помазанник» начали употреблять по отношению к царям.
Пророки Израиля предвозвещали пришествие царя из рода Давида, «помазанника», который, являясь одновременно священником, царём и пророком, исполнит всё, что Израиль ожидает от подлинного Царя мира.